# Commonwealth Games 2022/Badminton
Bei den Commonwealth Games 2022 in Birmingham, England, fanden vom 29. Juli bis 8. August 2022 im Badminton sechs Wettbewerbe statt. Austragungsort war das National Exhibition Centre. Erfolgreichste Nation war Indien, deren Sportler drei Goldmedaillen erspielten.

## Wettbewerbe und Zeitplan

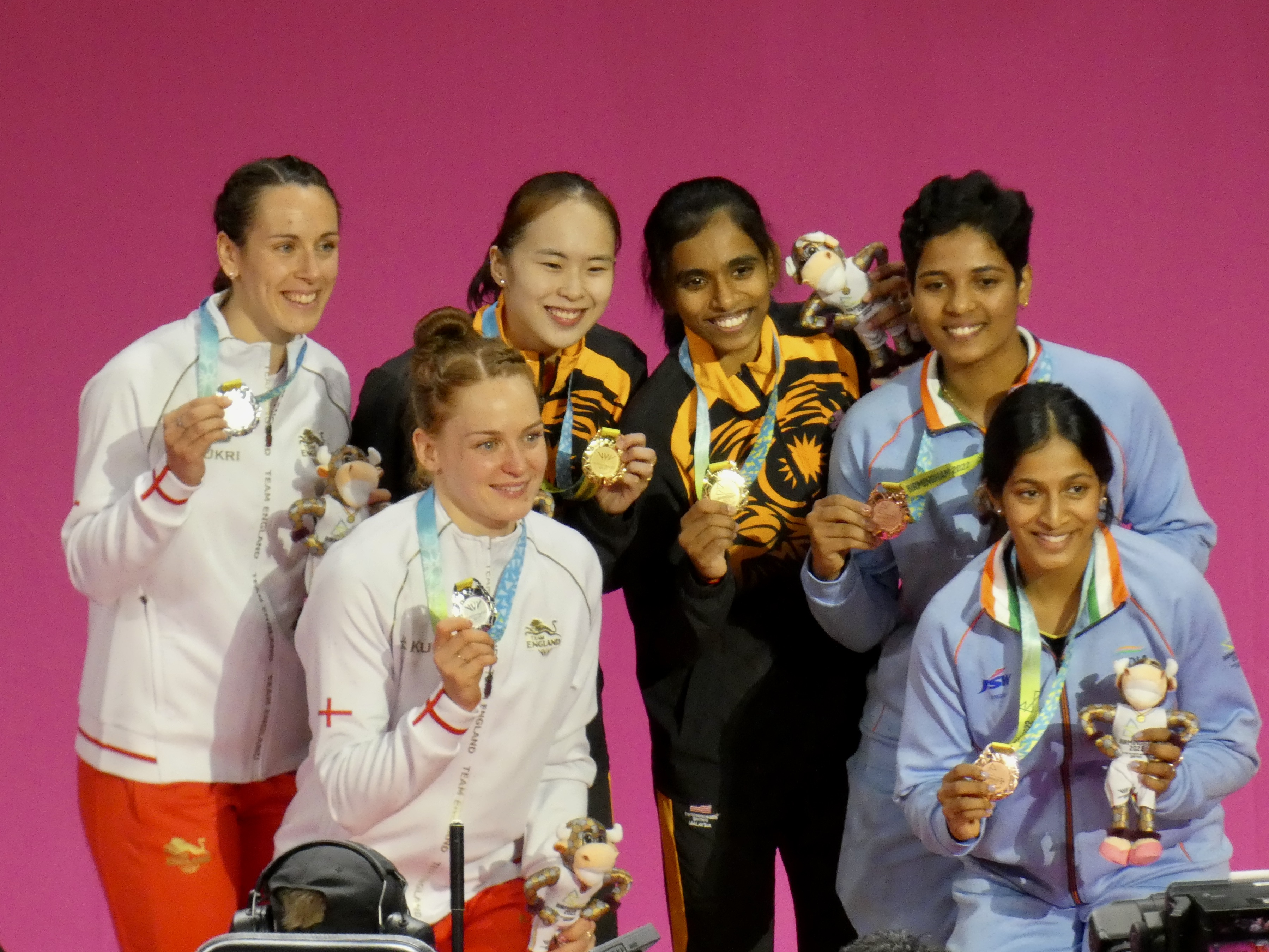

Insgesamt sechs Wettbewerbe wurden im Rahmen der Spiele im Badminton ausgetragen. Dazu zählten die jeweiligen Einzel- und Doppelkonkurrenzen der Damen und Herren sowie das Mixed und ein Mannschaftswettbewerb. Der Mannschaftswettbewerb begann am 29. Juli, das Finale fand am 2. August statt. Sämtliche übrigen Wettbewerbe wurden vom 3. bis 8. August ausgetragen.
| G | Vorrunde (Gruppe) | P | Vorrunde (Playoff) | ¼ | Viertelfinale | ½ | Halbfinale | B | Spiel um Bronze | F | Spiel um Gold |

| Datum → Wettbewerb ↓ | Fr. 29. | Fr. 29. | Fr. 29. | Sa. 30. | Sa. 30. | Sa. 30. | So. 31. | So. 31. | Mo. 1. | Mo. 1. | Di. 2. | Di. 2. | Mi. 3. | Mi. 3. | Do. 4. | Do. 4. | Fr. 5 | Fr. 5 | Sa. 6. | Sa. 6. | So. 7 | So. 7 | Mo. 8. |
| Session →            | M       | N       | A       | M       | N       | A       | N       | A       | N      | A      | N      | A      | M      | A      | M      | A      | N     | A     | N      | A      | M     | A     | M      |
| -------------------- | ------- | ------- | ------- | ------- | ------- | ------- | ------- | ------- | ------ | ------ | ------ | ------ | ------ | ------ | ------ | ------ | ----- | ----- | ------ | ------ | ----- | ----- | ------ |
| Herreneinzel         |         |         |         |         |         |         |         |         |        |        |        |        | P      | P      | P      | P      | P     | P     | ¼      | ¼      | ½     | B     | F      |
| Herrendoppel         |         |         |         |         |         |         |         |         |        |        |        |        |        |        | P      | P      | P     | P     | ¼      | ¼      | ½     | B     | F      |
| Dameneinzel          |         |         |         |         |         |         |         |         |        |        |        |        | P      | P      | P      | P      | P     | P     | ¼      | ¼      | ½     | B     | F      |
| Damendoppel          |         |         |         |         |         |         |         |         |        |        |        |        |        |        | P      | P      | P     | P     | ¼      | ¼      | ½     | B     | F      |
| Mixed                |         |         |         |         |         |         |         |         |        |        |        |        | P      | P      | P      | P      | P     | P     | ¼      | ¼      | ½     | B     | F      |
| Mannschaft           | G       | G       | G       | G       | G       | G       | ¼       | ¼       | ½      | ½      | B      | F      |        |        |        |        |       |       |        |        |       |       |        |

## Medaillengewinner
| Disziplin    | Gold | Silber | Bronze |
| ------------ | --- | --- | --- |
| Herreneinzel | Lakshya Sen | Ng Tze Yong | Srikanth Kidambi |
| Dameneinzel  | P. V. Sindhu | Michelle Li | Yeo Jia Min |
| Herrendoppel | Satwiksairaj Rankireddy Chirag Shetty | Ben Lane Sean Vendy | Aaron Chia Soh Wooi Yik |
| Damendoppel  | Pearly Tan Thinaah Muralitharan | Chloe Birch Lauren Smith | Treesa Jolly Gayathri Gopichand |
| Mixed        | Terry Hee Tan Wei Han | Marcus Ellis Lauren Smith | Tan Kian Meng Lai Pei Jing |
| Mannschaft   | Malaysia Ng Tze Yong Aaron Chia Soh Wooi Yik Goh Jin Wei Pearly Tan Thinaah Muralitharan Chan Peng Soon Cheah Yee See Tan Kian Meng Lai Pei Jing | Indien Lakshya Sen Srikanth Kidambi B. Sumeeth Reddy Satwiksairaj Rankireddy Chirag Shetty P. V. Sindhu Aakarshi Kashyap Gayathri Gopichand Treesa Jolly Ashwini Ponnappa | Singapur Terry Hee Andy Kwek Loh Kean Hean Loh Kean Yew Jason Teh Jia Heng Nur Insyirah Khan Jin Yujia Tan Wei Han Crystal Wong Jia Ying Yeo Jia Min |

## Medaillenspiegel
| Platz  | Land     | Gold | Silber | Bronze | Gesamt |
| ------ | -------- | ---- | ------ | ------ | ------ |
| 1      | Indien   | 3    | 1      | 2      | 6      |
| 2      | Malaysia | 2    | 1      | 2      | 5      |
| 3      | Singapur | 1    | —      | 2      | 3      |
| 4      | England  | –    | 3      | –      | 3      |
| 5      | Kanada   | –    | 1      | –      | 1      |
| Gesamt | Gesamt   | 6    | 6      | 6      | 18     |